# Ludwik Synowiec
Ludwik Synowiec [ludvik sinověc] (19. ledna 1958 Katovice – 21. prosince 2022) byl polský hokejový obránce.

## Hokejová kariéra

### Klubová kariéra
Hrál v Polsku za Naprzód Janów (1976–1983) a GKS Tychy (1983–1989) a v německých nižších soutěžích za Dinslakener EC, EC Kassel, EHC Essen-West, ERC Selb, EHC Trier, ESV Bitburg, EC Euregio Gronau-Nordhorn a Aachener EC.

### Reprezentační kariéra
Polsko reprezentoval na olympijských hrách v roce 1980 a 1984 a na 5 turnajích mistrovství světa v letech 1981, 1982, 1983, 1985 a 1986.